# 第24次西成暴動

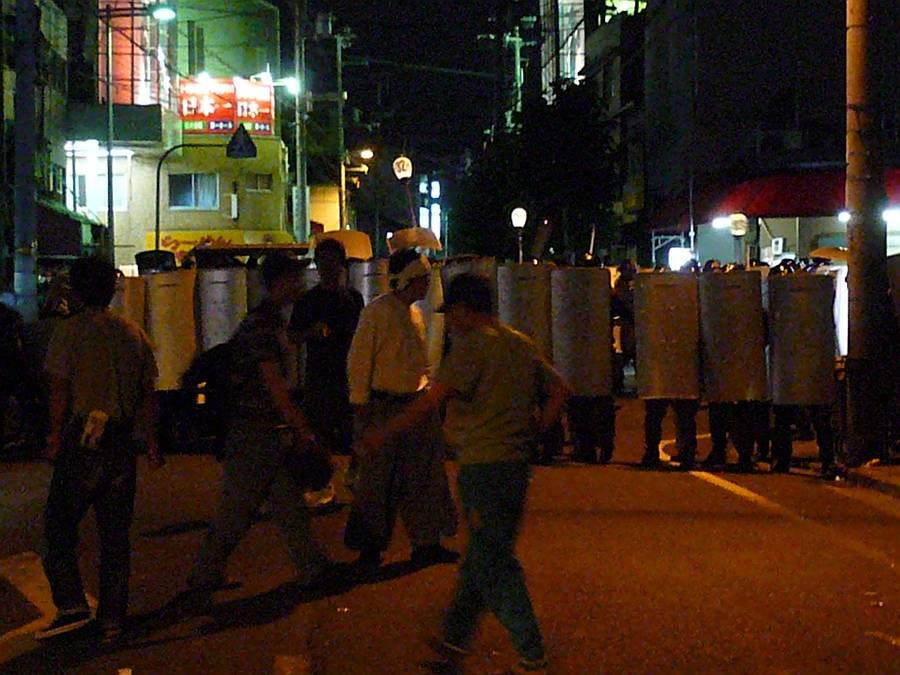
第24次暴動（2008年6月）

第24次西成暴動（だい24じにしなりぼうどう）とは、2008年（平成20年）6月に大阪府大阪市西成区のあいりん地区（通称釜ヶ崎）で発生した、日雇い労働者による暴動事件。16年ぶり24回目の暴動である。「第24次釜ヶ崎暴動」ともいう。

## 事件の発端
2008年6月12日、大阪府大阪市西成区の鶴見橋商店街の食堂において、店員と日雇い労働者との間にトラブルが発生した。店員の通報でその労働者は西成警察署に連行され、二度とこの食堂には近づかない旨の始末書を書かされた。その労働者の主張によれば、その際に警察官から暴行を受け、「始末書を書かなければ生活保護を打ち切る」と恫喝されたという。一方、西成警察署は「暴力は振るっておらず、対応は適正だった」と発表した。

## 事件の概要

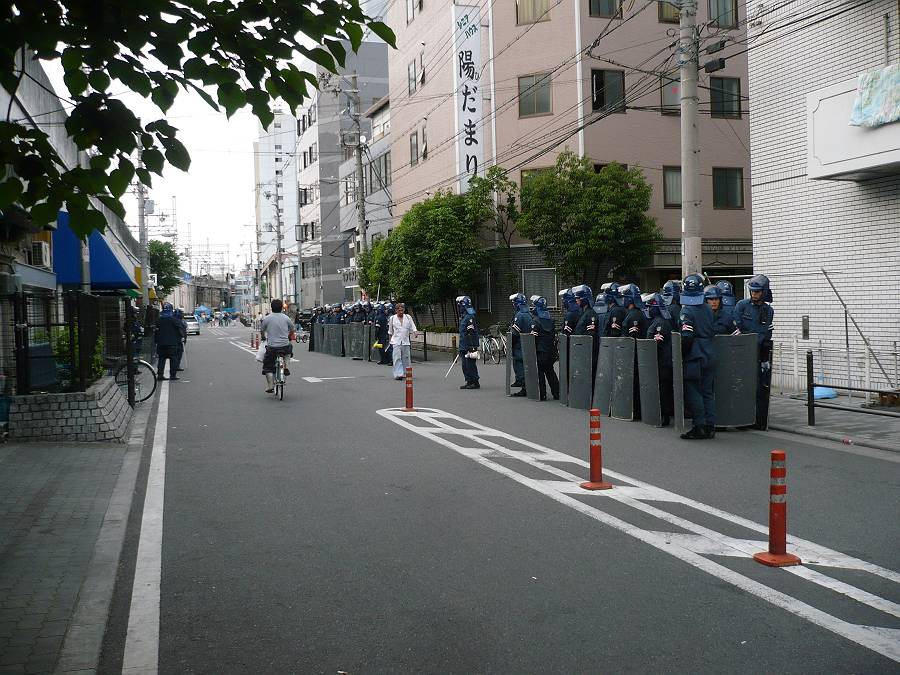
2008年6月14日に出動した大阪府警察第二機動隊

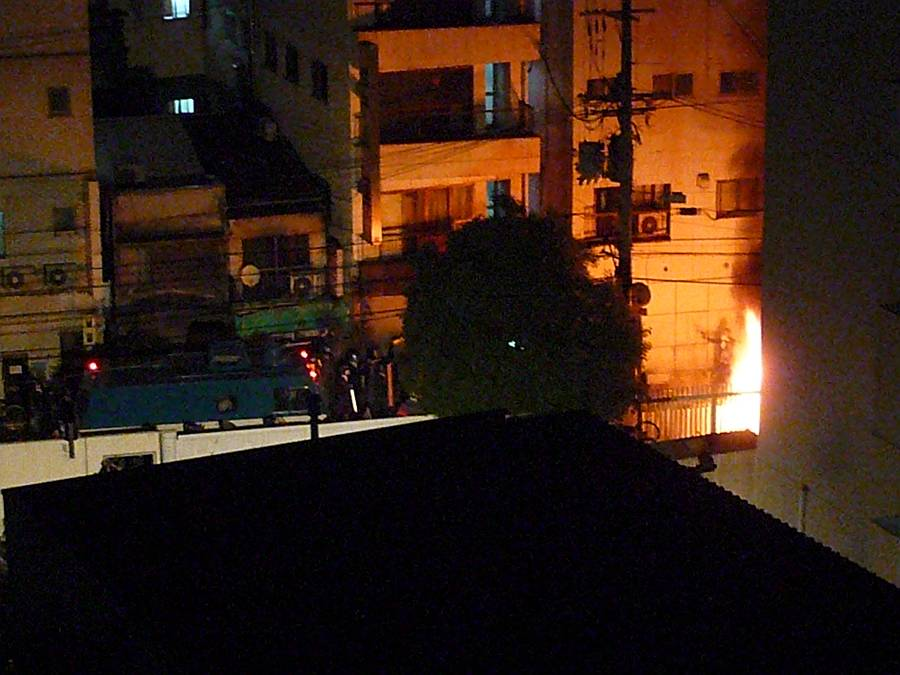
2008年6月16日の暴動の様子

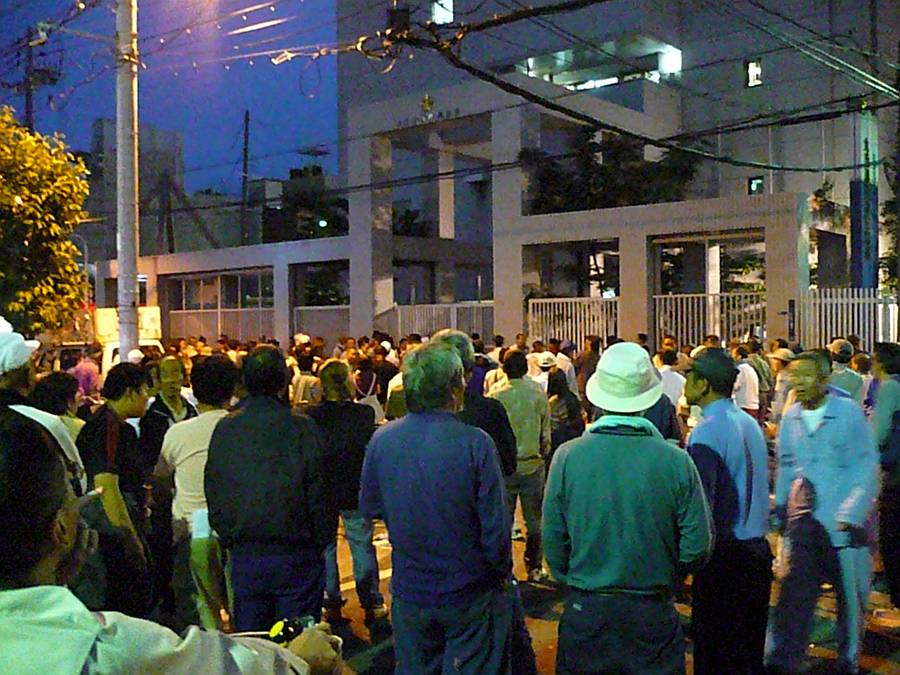
西成警察署に集まる人々

翌6月13日より、釜ヶ崎地域合同労働組合は警察の対応を批判し、午後5時30分頃から西成署前で抗議活動を始めた。そして午後8時30分頃から暴徒化の兆しを示し始めたため、機動隊が出動し西成署を警固した。その際に8人を検挙した。
そして6月14日から17日まで断続的に暴動が続いた。17日になると、日雇い労働者だけでなく、不良少年も騒ぎに乗じて西成署に来襲し、一緒に投石したり花火を打ち込む者もいた。その結果、警察官18人が負傷した。
6月18日、釜ヶ崎地域合同労働組合の委員長稲垣浩が、道路交通法違反で逮捕された。抗議活動の際に街宣車を停め、労働者を多く集結させて通行を妨害した容疑である。この逮捕をきっかけに暴動は急速に沈静化に向かった。